# ЖКУ (футбольний клуб)
Жеши ла Куженга Учумі Спортс Клаб або просто ЖКУ (англ. Jeshi la Kujenga Uchumi Sports Club) — професіональний танзанійський та занзібарський футбольний клуб з Занзібару, розташований на однойменному острові.

## Історія
Заснований у столиці Занзібару. Найбільшого успіху команда досягла у 1970-х роках. У 1974 році ЖКУ виграв Кубок Н'єрере, цей трофей став першим в історії клубу. У сезоні 2016/17 років команда досягла іншого успіху, виграла занзібарську Прем'єр-лігу.
ЖКУ брав участь у чотирьох континентальних турнірах, де їх найкращим результатом став виступ у Кубку Конфедерації КАФ 2016, в якому вони поступилися в першому раунді угандійському «Вілла». У 2017 році команда дебютувала в Лізі чемпіонів, але поступилася в попередньому раунді замбійському ЗЕСКО Юнайтед.

## Досягнення
- Прем'єр-ліга Занзібару
  -  Чемпіон (1): 2016/17

- Кубок Танзанії
  -  Володар (1): 1974

## Статистика виступів
| Сезон | Турнір                     | Раунд      | Клуб               | Вдома | На виїзді | Загалом |
| ----- | -------------------------- | ---------- | ------------------ | ----- | --------- | ------- |
| 1975  | Кубок володарів кубків КАФ | 1          | Муфуліра Вондерерс | 1-3   | 0-3       | 1-6     |
| 2006  | Кубок конфедерації КАФ     | Попередній | УСЖФ Равінала      | 0-0   | 1-2       | 1-2     |
| 2016  | Кубок конфедерації КАФ     | Попередній | Габороне Юнайтед   | т.п.1 | т.п.1     | т.п.1   |
| 2016  | Кубок конфедерації КАФ     | 1          | Вілла              | 0-1   | 0-4       | 0-5     |
| 2018  | Ліга чемпіонів КАФ         | Попередній | ЗЕСКО Юнайтед      | 0-0   | 0-7       | 0-7     |

1- «Габороне Юнайтед» залишив турнір.

## Відомі гравці
- Ісмаїл Каміс Амур